# الكونت باريس
الكونت باريس (بالإنجليزية: Count Paris)‏ هو شخصية خيالية في رواية روميو وجولييت لوليم شكسبير هو أحد أقرباء الأمير إسكالوس، والمنافس لروميو على الزواج من جولييت .

## دوره في المسرحية
يظهر باريس لأول مرة في الفصل الأول، المشهد الثاني، حيث يعرض على جوليت ان تكون زوجته وأم أولاده. يظهر والد جولييت، كابوليت، ويطلب منه الانتظار حتى تكبر أكثر. بعد ذلك يدعو كابوليت باريس لحضور حفلة عائلية في ذلك المساء، ويمنح الإذن له بالتقرب والتودد لجولييت. غير أن جولييت ترفض في وقت لاحق من المسرحية أن تصبح «عروساً سعيدة» لباريس بعد أن يموت ابن عمها تيبولت على يد روميو، معلنة لأول مرة أنها تحتقر باريس ولا تريد شيئاً منه. مما جعل كابوليت يهددها بتعرضها للذل إذا لم تتزوج باريس، ثم يضربها ويدفعها نحو الأرض. بعد ذلك تقوم والدة جولييت أيضاً بإدارة ظهرها عن جولييت بعد وقت قصير من خروج كابوليت من المشهد. ثم بعد ذلك، في زنزانة فريار لورانس في الكنيسة، حاول باريس أن يتودد إلى جولييت مرارًا وتكرارًا ويطلب منها ان يتزوجها يوم الخميس. من ثم يقبلها ثم يترك الزنزانة، مما دفع جولييت للتهديد بقتل نفسها.

## مقالات ذات صلة
- روميو
- جولييت